# سمسلو (شميل)
سمسلو (بالفارسية: سمسلو) هي قرية تقع في إيران في قسم شمیل الريفي. يقدر عدد سكانها بـ 433 نسمة بحسب إحصاء 2016.